# South Beach (Floryda)
South Beach – jednostka osadnicza w Stanach Zjednoczonych, w stanie Floryda, w hrabstwie Indian River, nad Oceanem Atlantyckim.